# Häuser Citadellstraße 23 und 25
Die beiden Häuser Citadellstraße 23 und 25 im Düsseldorfer Stadtteil Carlstadt wurden im Jahre 1684 erbaut und waren samt den Türeingängen im Rahmen einer Gesamtkomposition aufeinander abgestimmt. „Die Fassaden von Nr. 23 und 25 verhielten sich ursprünglich klappsymmetrisch zueinander“. So zeigt eine Abbildung bei Josef Kleesattel die Haustüren Citadellstraße 23 und 25 in einer besonderen Rahmenkomposition bestehend aus Türrahmen, Oberlicht und Seitenfenster. Es waren „altertümliche Formen des Türrahmens wie des Oberlichtes, dieses seitlich geschmückt mit Fruchtkränzen. Eingang und Oberlicht sind mit den schmalen beiden Seitenfenstern in eine gemeinsame Rahmenkomposition gefasst“. Die Balkone darüber waren schlicht und wurden von Konsolen getragen.
Beim Haus Nr. 23 wurden 1911 die Tordurchfahrt an der Stelle des dreiteiligen Hauseingangs angelegt und der darüberbefindliche Balkon mit dreiteiligem Fenster entfernt; dabei ging die Gesamtkomposition der aufeinander abgestimmten Türeingänge mit dem darüberbefindlichen Balkon verloren. Zuvor war bereits beim Haus Nr. 25 in der zweiten Hälfte des 19. Jahrhunderts die Fassade tiefgreifend umgestaltet und anstelle zweier kleiner Fenster im Erdgeschoss ein großes Schaufenster eingebaut worden.

## Galerie

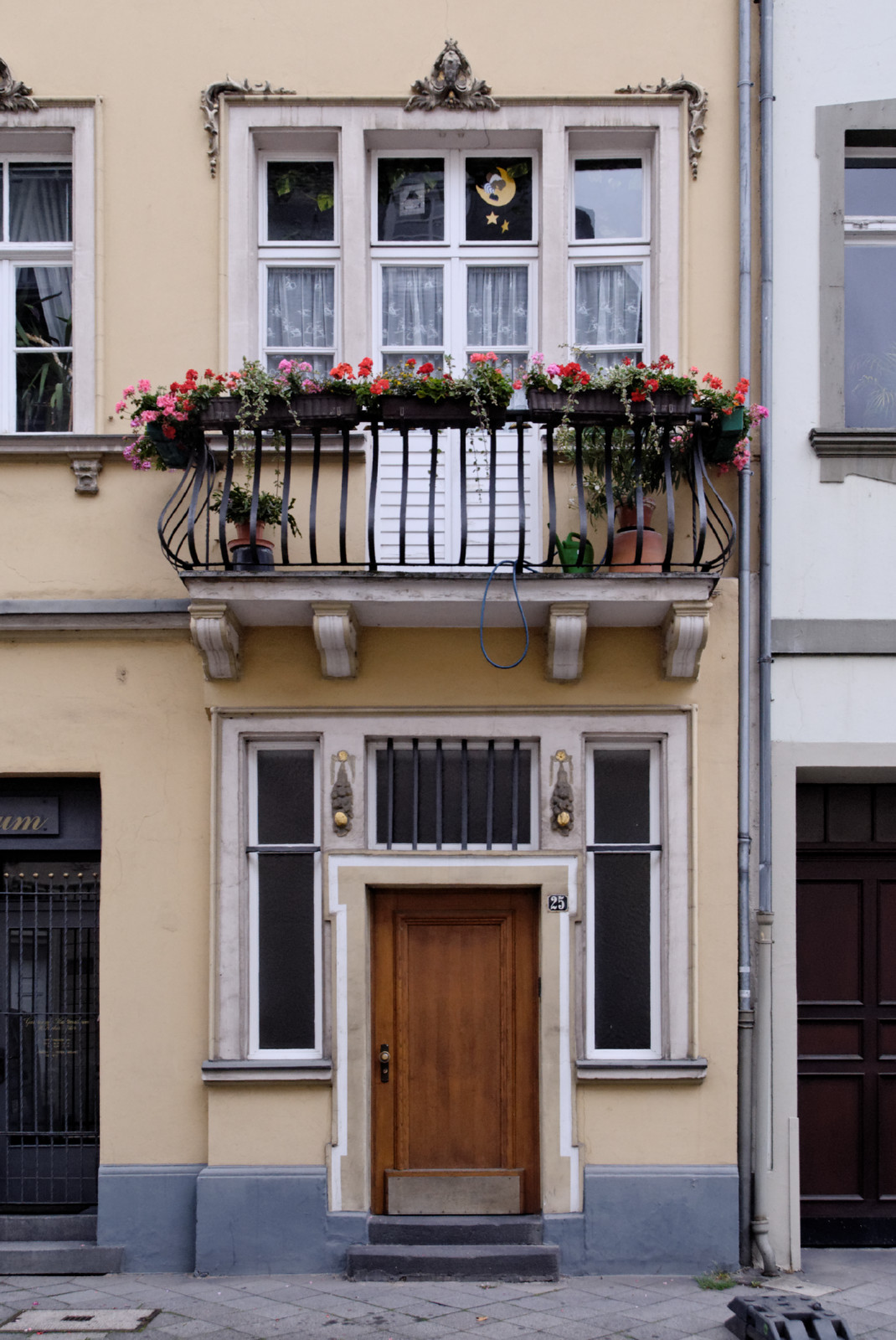
Erhaltene Fassade der Citadellstraße 25.
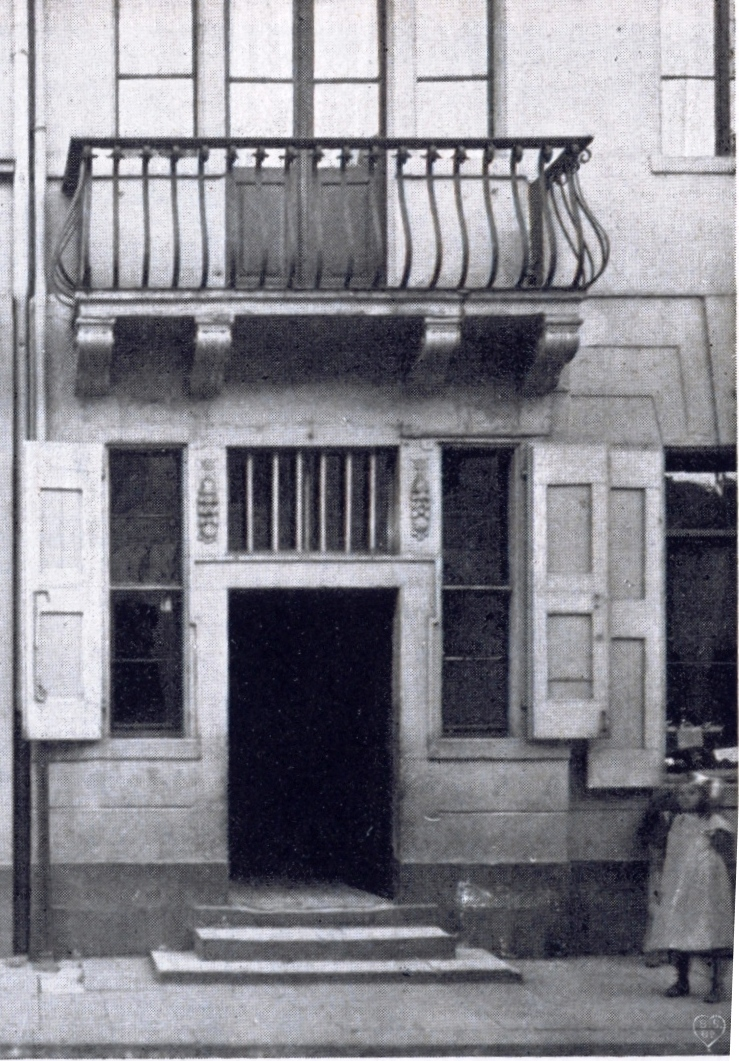
Originalfassade Citadellstraße 23. Türeingang und Balkon wurden 1911 bei einem Umbau entfernt.
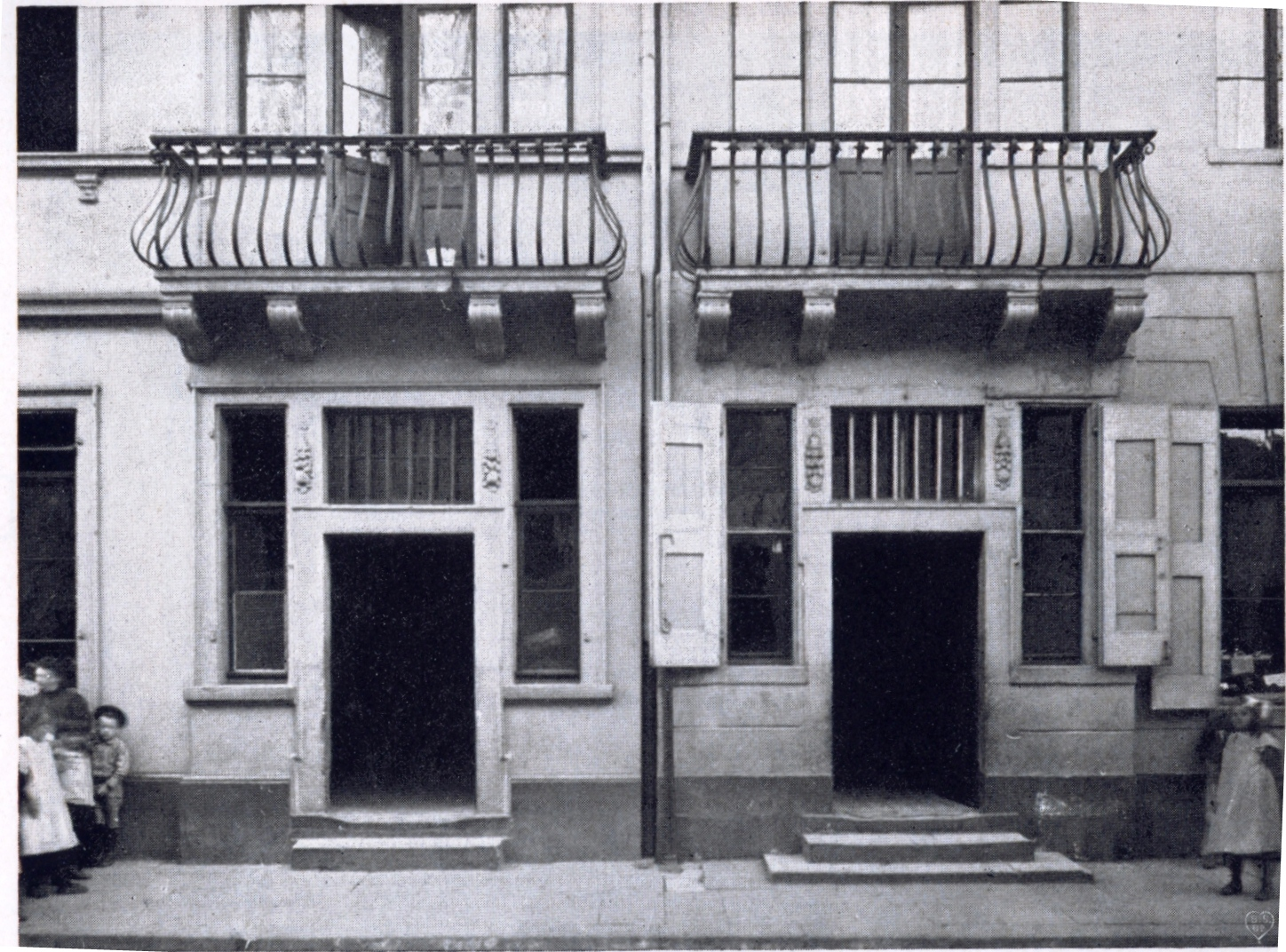
Rechts die Originalfassade Citadellstraße 23 und links die bereits veränderte Fassade Hausnummer 25.